# Hristo Zlatanov
Hristo Zlatanov (Sofia, 21 aprile 1976) è un dirigente sportivo ed ex pallavolista italiano.
Di ruolo schiacciatore, ha detenuto il record di punti totali messi a segno in Serie A fino al 17 novembre 2019, superato in quella data da Alessandro Fei.

## Biografia
È il figlio di Dimităr Zlatanov ed il padre di Manuel Zlatanov e Mia Zlatanov, anche loro pallavolisti. Dal 2005 è sposato con Chiara Grasso. Ha dichiarato di essere un appassionato di sport, specialmente di basket ed NBA. In carriera è stato soprannominato "Izko" dai suoi supporter.

## Carriera

### Giocatore

#### Club
Cresciuto nelle giovanili della Volley Gonzaga Milano, fa il suo esordio in A1 nella stagione 1993-1994, conquistando insieme ai compagni di squadra, tra questi Andrea Lucchetta ed Andrea Zorzi, la finale playoff del campionato italiano e la finale di Supercoppa Europea. Dalla stagione 1994-1995 passa in forze, alla campionessa europea del Porto Ravenna. Con i romagnoli gioca tre stagioni dove inizia a consacrarsi tra i migliori giovani dell'ambiente. Nella stagione 1997-1998 viene fortemente cercato da Roma Volley che gli dà un maggior minutaggio e la possibilità di disputare più gare con meno concorrenza in squadra. È però, nella stagione successiva che conquista il primo trofeo indossando la maglia del Palermo Volley. I siciliani infatti vincono la Coppa CEV, battendo in finale i belgi del Roeselare. Passato nel 2000 nel Volley Milano, vince il premio individuale "A. Kuznetsov" come miglior realizzatore della stagione. Dal 2003 al 2017, diventa giocatore di riferimento e capitano della Pallavolo Piacenza, mantenendo sempre con sé il numero 11 di maglia. Con gli emiliani vince un campionato nel 2008-09, una Supercoppa italiana nel 2009 (di cui sarà MVP) e una Coppa Italia nel 2013-2014 oltre ad un'altra Coppa CEV ed una Top Teams Cup. Nel 2008 raggiunge la finale di Champions League contro i russi della Dinamo Kazan, perdendola per 3-2. Qualche tempo dopo dichiarerà che quella è stata la più grande delusione del suo percorso pallavolistico. Dopo 24 anni di carriera chiude, insieme al suo compagno di squadra Samuele Papi e come top scorer all-time del campionato italiano con 9688 punti, record battuto solo poi da Fei.

#### Nazionale
Conta 142 presenze con la nazionale italiana e quattro medaglie di World League (2 ori, 1 argento e 1 bronzo). Il suo esordio con la nazionale maggiore, a Roma il 17 maggio 1997 contro la Jugoslavia, partita vinta dagli azzurri per 3 a 1. Ha inoltre partecipato alle Olimpiadi di Pechino 2008, piazzandosi al quarto posto finale con gli azzurri di coach Andrea Anastasi.

### Dirigente
Conclusa la carriera da atleta, dal 2018 intraprende il ruolo di direttore generale della You Energy.

## Palmarès

### Club
- Campionato italiano: 1

2008-09
- Coppa Italia: 1

2013-14
- Supercoppa italiana: 1

2009
- Coppa CEV/Challenge Cup: 2

1998-99, 2012-13
- Top Teams Cup: 1

2005-06

### Premi individuali
- 2009 - Supercoppa italiana: MVP